# Gunung Jambuawi
Gunung Jambuawi är ett berg i Indonesien.   Det ligger i provinsen Aceh, i den västra delen av landet, 1 600 km nordväst om huvudstaden Jakarta. Toppen på Gunung Jambuawi är 890 meter över havet, eller 211 meter över den omgivande terrängen. Bredden vid basen är 1,6 km.
Terrängen runt Gunung Jambuawi är kuperad åt sydväst, men åt nordost är den bergig.Runt Gunung Jambuawi är det ganska glesbefolkat, med 45 invånare per kvadratkilometer. I omgivningarna runt Gunung Jambuawi växer i huvudsak städsegrön lövskog.